# High Plains Arboretum
El High Plains Arboretum (Arboreto de la Meseta) es un arboreto que depende administrativamente del Jardín Botánico de Cheyenne.
El Cheyenne Botanic Gardens aún no es miembro del "Botanic Gardens Conservation Internacional" (BGCI).

## Localización
El High Plains Arboretum se encuentra junto a la carretera 8301 Hildreth Rd., Cheyenne, WY - (307) 637-6458, Wyoming, Estados Unidos.

## Historia
El arboreto ocupa el sitio de la antigua estación de investigación hortícola « High Plains Horticulture Research Station » que comenzó su andadura el 19 de marzo de 1928, cuando el Congreso autorizó a la Secretary of Agriculture establecer la estación de investigación « Central Great Plains Field Station  » en las cercanías de Cheyenne. 
En 1930, el sitio era oficialmente reconocido como el « Cheyenne Horticulture Field Station », y estaba enfocada en el cultivo de frutas, hortalizas, árboles cortavientos y plantas ornamentales. El objetivo era el encontrar plantas que pudieran hacer los « High Plains » (altiplanos) de los Estados Unidos más habitables. 
Esta estación aún existe en su localización original de 2,140 acres (870 hectáreas) de terreno alquilados a la Ciudad de Cheyenne por un periodo de 199 años a $1 por año. El sitio también tiene muchos edificios históricos que incluyen un invernadero, una serie de casas de madera que todavía se utilizan para albergar personal, los laboratorios, áreas de almacenamiento y espacios de oficinas. 
Como estación hortícola en 1962 habían probado:
- 1,300 variedades de plantas leñosas ornamentales incluyendo más de 100 tipos diferentes de materiales de vallas
- 200 especies de árboles y arbustos cortavientos de terrenos áridos con unas 250 cooperativas plantándolos en varias partes de la región servidas por la estación.
- 2000 cultivares de frutales
- 8,000 cultivares de hortalizas

El trabajo de la « Cheyenne Horticultural Field Station » llegó a término en 1974 cuando la misión y el nombre fueron cambiados por el USDA. 

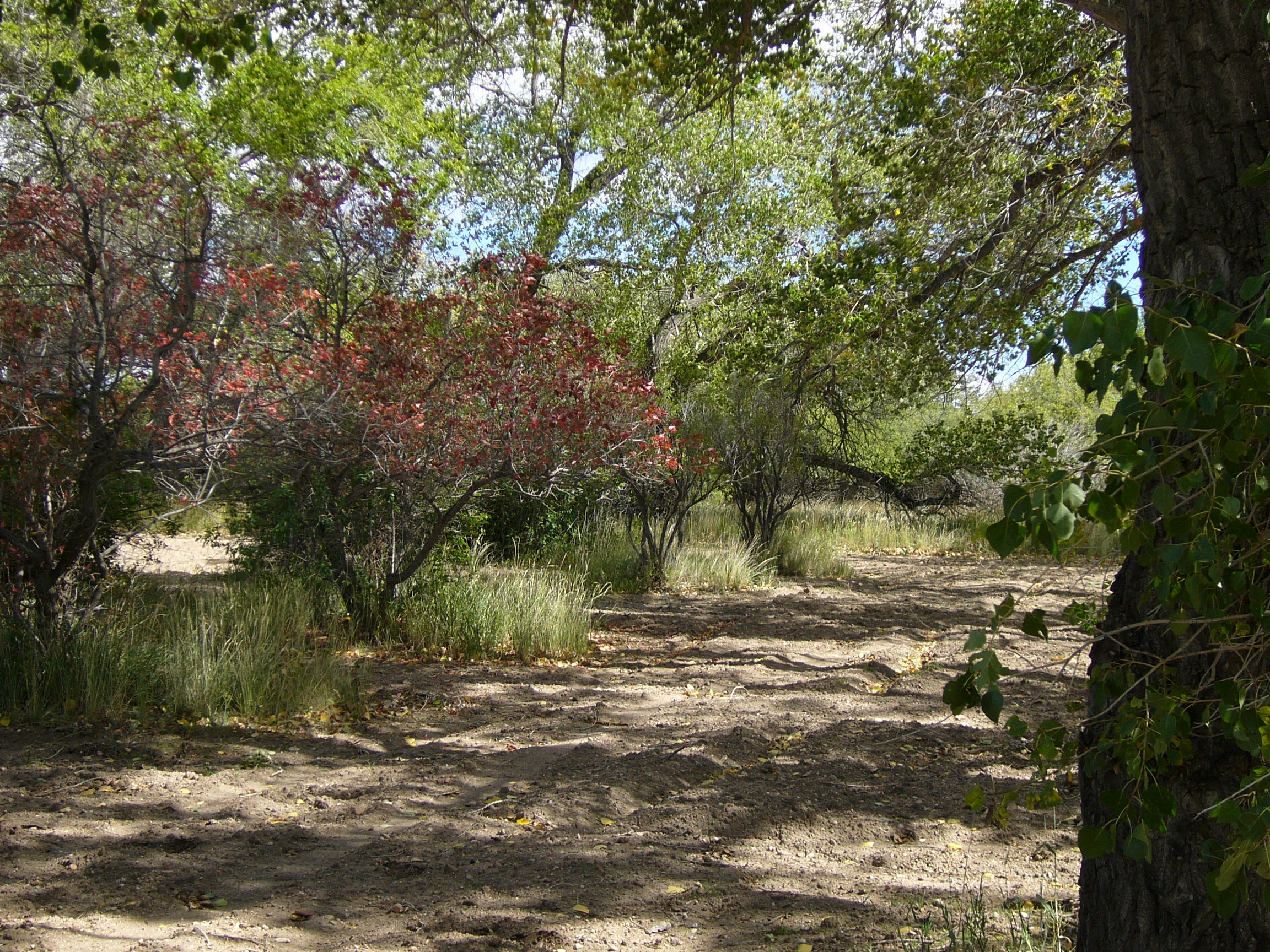
Arbustos en el High Plains Arboretum.

Desde 1975 sus árboles y arbustos han dependido principalmente en la precipitación natural, y muchos han desaparecido. El arboreto ahora es una sombra del mismo anterior con más del 50% de las plantas inventariadas en 1974 desaparecidas, y muchas más están en un declive severo. 
A finales del verano del 2000, un grupo de participantes interesados hizo una colecta para comenzar un esfuerzo de "preservar, restablecer y mejorar" el arboreto. Este grupo ahora es un subcomité de los amigos de los jardines botánicos de Cheyenne. 
Están motivados porque todavía hay muchos de los árboles y todavía existen los arbustos que eran una vez parte de la estación hortícola, del paisaje e investigación. El sitio sigue siendo absolutamente imponente y en algunos lugares se puede encontrar un pequeño y denso bosquete.

## Actividades
Los amigos del "High Plains Arboretum" funcionan como subcomité del jardín botánico de Cheyenne. El jardín botánico de Cheyenne tiene un plan director de 20 años para preservar, restaurar y realzar una porción de 62 acres de la estación que incluye los sitios de prueba e investigación de plantas originales remanentes. 
A finales del 2007 el USDA modificó su arriendo con la ciudad de Cheyenne teniendo en cuenta la vuelta de la porción de 62 acres de ser devuelta a la ciudad pasando bajo la administración del consorcio de « City of Cheyenne Parks and Recreation's  », el « Cheyenne Botanic Gardens » y la fundación del jardín botánico.
Actualmente el arboreto no está abierto al público pero se puede solicitar para ver el sitio a través de la supervisión del jardín botánico de Cheyenne.